# Coupe du monde d'escalade de 1997
Navigation
8e édition 10e édition
La Coupe du monde d'escalade de 1997 consiste en une série de cinq compétitions d'escalade de difficulté qui ont lieu entre le 5 septembre et le 29 novembre 1997 dans cinq pays européens différents.

## Présentation
Cette neuvième édition de la Coupe du monde d'escalade est organisée par la Commission escalade de compétition de l'Union internationale des associations d'alpinisme (UIAA). Cette compétition s'étale sur trois mois, et comporte cinq étapes, toutes localisées en Europe, et programmées en automne.

## Classement général
Pour établir le classement général, les points des cinq manches sont cumulés.
| Catégories | Or                   | Or         | Argent       | Argent     | Bronze          | Bronze     |
| ---------- | -------------------- | ---------- | ------------ | ---------- | --------------- | ---------- |
| Difficulté | François Legrand (5) | 345 points | Arnaud Petit | 266 points | François Petit  | 246 points |
| Difficulté | Muriel Sarkany       | 427 points | Liv Sansoz   | 360 points | Stéphanie Bodet | 297 points |

## Étapes
La coupe du monde d'escalade 1997 s'est déroulée du 5 septembre au 29 novembre 1997, repartie en cinq étapes comprenant une discipline.
| Dates            | Lieu       | Difficulté | Bloc     | Vitesse  |
| ---------------- | ---------- | ---------- | -------- | -------- |
| 5 septembre 1997 | Courmayeur | X          | -        | -        |
| 24 octobre 1997  | Prague     | X          | -        | -        |
| 9 novembre 1997  | Kranj      | X          | -        | -        |
| 22 novembre 1997 | Imst       | X          | -        | -        |
| 29 novembre 1997 | Birmingham | X          | -        | -        |
| Total : 5 étapes |            | 5 étapes   | 0 étapes | 0 étapes |

## Podiums des étapes

### Difficulté

#### Hommes
| Étapes      | Lieu                        | Or                    | Argent             | Bronze         |
| ----------- | --------------------------- | --------------------- | ------------------ | -------------- |
| 5 septembre | Courmayeur (Italie)         | Evgeny Ovchinnikov    | Cristian Brenna    | François Petit |
| 24 octobre  | Prague (République tchèque) | Ludovic Laurence      | Andreas Bindhammer | Arnaud Petit   |
| 9 novembre  | Kranj (Slovénie)            | Chris Sharma          | François Legrand   | François Petit |
| 22 novembre | Imst (Autriche)             | François Legrand (16) | Chris Sharma       | Aljosa Grom    |
| 29 novembre | Birmingham (Royaume-Uni)    | Arnaud Petit (3)      | François Legrand   | Yuji Hirayama  |

#### Femmes
| Étapes      | Lieu                        | Or                 | Argent           | Bronze          |
| ----------- | --------------------------- | ------------------ | ---------------- | --------------- |
| 5 septembre | Courmayeur (Italie)         | Muriel Sarkany     | Martina Cufar    | Stéphanie Bodet |
| 24 octobre  | Prague (République tchèque) | Muriel Sarkany (2) | Liv Sansoz       | Stéphanie Bodet |
| 9 novembre  | Kranj (Slovénie)            | Liv Sansoz (3)     | Elena Choumilova | Marietta Uhden  |
| 22 novembre | Imst (Autriche)             | Liv Sansoz (4)     | Muriel Sarkany   | Stéphanie Bodet |
| 29 novembre | Birmingham (Royaume-Uni)    | Muriel Sarkany (3) | Liv Sansoz       | Marietta Uhden  |

## Autres compétitions mondiales de la saison

### Championnats du monde d'escalade 1997

#### Difficulté

##### Hommes
| Étapes      | Lieu           | Or             | Argent       | Bronze           |
| ----------- | -------------- | -------------- | ------------ | ---------------- |
| 1er février | Paris (France) | François Petit | Chris Sharma | François Legrand |

##### Femmes
| Étapes      | Lieu           | Or         | Argent         | Bronze         |
| ----------- | -------------- | ---------- | -------------- | -------------- |
| 1er février | Paris (France) | Liv Sansoz | Muriel Sarkany | Marietta Uhden |

#### Vitesse

##### Hommes
| Étapes      | Lieu           | Or             | Argent               | Bronze          |
| ----------- | -------------- | -------------- | -------------------- | --------------- |
| 1er février | Paris (France) | Daniel Andrada | Yevgen Kryvosheytsev | Dmitri Bytchkov |

##### Femmes
| Étapes      | Lieu           | Or            | Argent         | Bronze     |
| ----------- | -------------- | ------------- | -------------- | ---------- |
| 1er février | Paris (France) | Tatiana Ruyga | Irina Zaytseva | Olga Bibik |